# Текер, Чарльз
Чарльз Текер (Charles P. Thacker, 26 февраля 1943 года — 12 июня 2017 года) — американский учёный в области теории вычислительных систем, лауреат премии Тьюринга 2009 года.

## Биография
Чарльз Текер родился в городе Пасадина (Калифорния) 26 февраля 1943 года .
Он получил степень бакалавра по физике, окончив Калифорнийский университет в Беркли в 1967 году. Вместе с Батлером Лэмпсоном и другими выпускниками основал компанию Berkeley Computer Corporation, в которой занимался разработкой компьютерной электроники. Однако компания не имела коммерческого успеха, и Текер устроился в исследовательский центр Xerox PARC.
В течение 1970-х и 80-х он стал одним из разработчиков протокола Ethernet, а также внёс большой вклад в создание первого лазерного принтера. В 1983 году Текер основал исследовательский центр компании Digital Equipment Corporation (DEC Systems Research Center), а в 1997 году участвовал в создании лаборатории Microsoft Research в Кэмбридже. После возвращения в США Текер разрабатывал аппаратное обеспечение для планшетного компьютера Microsoft Tablet PC, основываясь на своём опыте работы над Dynabook в Xerox PARC.

## Премии и награды
- 1994 — ACM Fellow [6]
- 1996 — Distinguished Alumnus in Computer Science at U.C. Berkeley [7]
- 1996 — почётный докторский титул Швейцарской высшей технической школы Цюриха
- 2004 — Премия Чарльза Старка Дрейпера [8]
- 2007 — Медаль Джона фон Неймана[9]
- 2009 — Премия Тьюринга «за новаторскую разработку и создание Xerox Alto, первого современного персонального компьютера, а также за его вклад в технологию Ethernet и развитие планшетных персональных компьютеров»[4] [10].
- 2017 — Премия Эккерта — Мокли[11]

Чарльз Текер - почетный доктор Швейцарского федерального технологического института  и технический сотрудник Microsoft .